# Казатико (Мантова)
Казатико је насеље у Италији у округу Мантова, региону Ломбардија.
Према процени из 2011. у насељу је живело 405 становника. Насеље се налази на надморској висини од 28 м.